# カム (チベット)

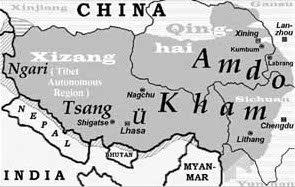
カムの位置

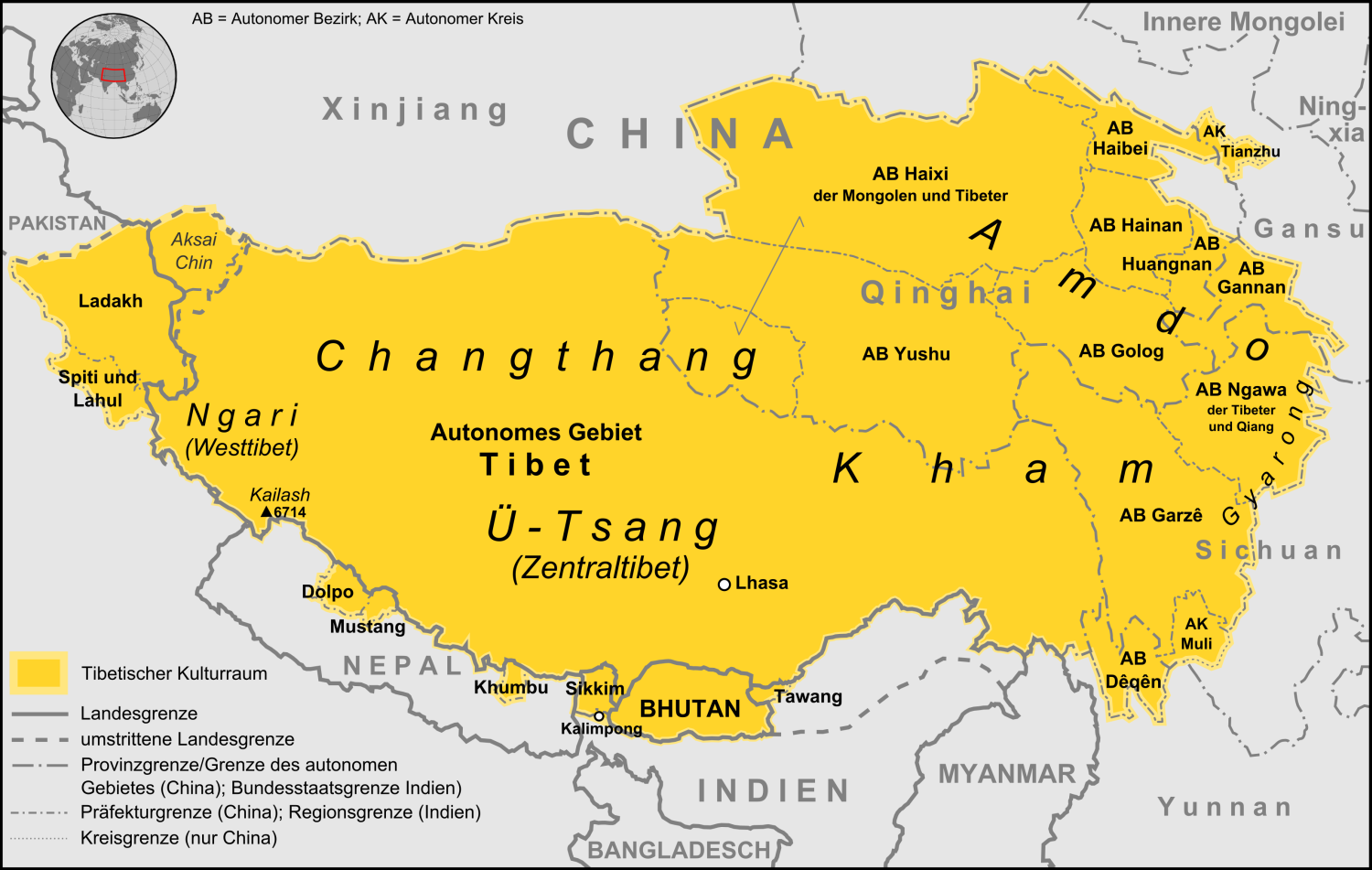

カム（チベット語: ཁམས, ラテン文字転写: Kam、ワイリー方式: khams、中国語: 康、拼音: Kāng）は、チベットの東部地方。元、明代中国の地理史料では、アムドとともに「吐蕃」の「朶甘」と一括して呼ばれた。
現在は中華人民共和国チベット自治区東部・青海省東南部・四川省西部・雲南省北西部に分割されている。東部のダルツェド（康定）と、西部のチャムドがカム地域の中心的都市である。この地方の住民はチベット語で「カムパ（=「カムの人」の意）」と称する。外国文献の一部には、これを民族名と理解して「カムパ族」と表記する例が見られる。

## 歴史

### 「雍正のチベット分割」（1724-1732）
1724年、清朝がグシ・ハン王家の内紛に乗じてチベットを征服した際、従来グシ・ハン王朝に服属していたカム地方の諸侯は、ダライラマ領（西蔵）、四川、雲南、青海の各地に分属させられ、分割統治をうけることとなった（雍正のチベット分割）。
主なカム諸侯の分属先は次のとおりである。

#### 「中国保護下の諸国（States under the  Chinese protection）」
中国保護下の諸国。
※青海地方所属
- ནང་ཆེན་རྒྱལ་པོ། ナンチェン王（嚢謙）

※四川省属
- ལྕགས་ལ་རྒྱལ་པོ། チャクラ王（明正）
- སྡེ་དགེ་རྒྱལ་པོ། デルゲ王（徳格）
- ལྷ་ཐོ་རྒྱལ་པོ། ラト王（納奪）
- གླིང་ཚང་རྒྱལ་པོ། リンツァン王（林葱）
- འབའ་ཐང་སྡེ་པ། バタン=デパ（巴塘）
- ལི་ཐང་སྡེ་པ། リタン=デパ（理塘）
- ཧོར་ཁང་གསར་དཔོན་པོ། ホル・カンサル=ポンボ（霍爾孔沙）
- ཧོར་བེ་རི་དཔོན་པོ། ホル・ペリ=ポンボ（霍爾孔沙）
- ཧོར་བྲང་འགོ་དཔོན་པོ། ホル・タンゴ=ポンボ（霍爾章谷）
- ཧོར་འབྲེ་འོ་དཔོན་པོ། ホル・デオ=ポンボ（霍爾朱倭）
- Hor Mazur Bonbo（霍爾麻書）
- གསེར་ཐར་དཔོན་པོ། セルタル=ポンボ（色達）
- ལྕགས་མདུད་དཔོན་པོ། チャンドゥ=ポンボ（瞻対）
- ས་ངན་དཔོན་པོ། サゲン=ポンボ（三岩）
- རྨུ་ལི་བླ་མ། ムリ=ラマ（木里）

※雲南省所属
- ジャン・サータム王（麗江）雍正のチベット侵攻に先立つ1723年、清朝によってとりつぶし（改土帰流）を受ける。

#### ラサ保護下の諸国(States under the protection of Lhasa)
ラサ保護下の諸国。
- チャムド
- ダクヤプ
- リウォチェ
- マルカム
- コンジョ
- ギャデ・ポンボ（三十九族）

※南東チベットのラサの諸州（all Lhasa provinces,in South East Tibet）
- パシュー
- ツァカロ
- ザユル
- ポメ
- コンポ

### 19世紀以降
19世紀にはいり、カム地方・ニャロン地方の領主が強力となり、父子２代にわたり、近隣の諸侯たちに征服戦争をしかけた。グンポナムギェルは1860年、清朝が四川省に所属させていた諸侯を制圧、清朝に対し、征服地の統治者としての册封を求めた。清朝はこれを拒否したが、中国の中枢部において太平天国の乱（1850-64）や英仏とのトラブルに追われていたこともあり、グンポナムギャルの支配を覆して清朝から册封を受けていた諸侯たちを旧領に復帰させる力がなく、解決をガンデンポタンに委ねた。ガンデンポタン軍はグンポナムギャルの軍を破り、1863年その本拠地ニャロンを制圧し、カム諸侯を旧領に復帰させた。争乱の舞台となった諸侯領が、四川省に所属したこともあり、ガンデンポタンは戦費を清朝に求めたが、清朝は支払い能力がなかったため、ガンデンポタンに対し、グンポナムギャルの本拠地ニャロンの領有と、デルゲ王国、ホル５公国などの支配権を認めた。ガンデンポタンは、ニャロン・チキャプ（ニャロン総督府）を設置し、プンラプ（チキャプ,総督）を派遣してこれを統治することとなった。

### 「西康省」建省をめざす中国とチベットの抗争

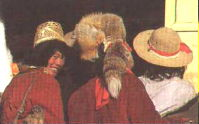
カムの住民

1905年、四川総督の趙爾豊は、この地方をより強固に掌握するため、蜀軍を率いてカム地方に侵攻し、諸侯領やニャロン・チーキャプを廃止し、この地方に省を設けようとこころみた(西康省建省運動)が、諸侯の武力抵抗を引き起こした。
1913年以降は、チベット全土の統合を目指すチベット政府と中華民国との抗争の最前線となった。
中華民国の北京政府歴代政権では、省を設置する条件がととのわないため、ながらく「特別行政区」にとどまり、川辺特別区と称されていた。1928年に発足した国民政府は、名目上の領域の東部しか実効支配できないまま、1939年「西康省」を発足させた。
中国人民政府の統治下では、1950年、東部にアムド地方の一部とあわせて「西康省蔵族自治区」がもうけられ、ダライラマ政権の統治下にあった西部には昌都解放委員会が設けられた。
中国人民政府は、カム地方の西部地方を「西康省蔵族自治区」に組み込むことはせず、「昌都解放委員会」の「委員」たちを「西藏自治区籌備委員会(せいぞうじちくちゅうびいいんかい)」に参加させた。

## カム反乱

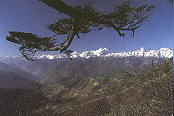
ミニヤゴンカ山

カム地方の東部地方に設置された「西康省蔵族自治区」は、1955年以降、「民主改革」「社会主義改造」をこの地方に実施しようとするのにともない、ガパ州とカンゼ州に分割され、四川省に組み込まれた。
「民主改革」「社会主義改造」に対する反発から、1956年以降、大規模な反乱が勃発、中国人民解放軍による鎮圧を受けた各地の抵抗軍は、西蔵に逃れて統一抗中組織チュシ・ガンドゥクを結成、西蔵を舞台としてゲリラ活動を続け、チベット政府をも巻き込むチベット動乱の引き金となった。
その後、この地方のチベット系はいくつかの民族に分割して民族識別されている。省部に近い為、漢族の入植が進んでいる。

## 中国によるカム地方の行政区分

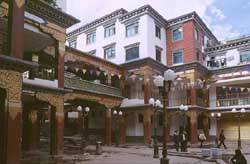
チャムド市街地

中国はカム地方を35の県（ゾン）や県級市、市轄区に区分し、チベット自治区（1区10県）・青海省(1市1県)、四川省（1市18県）・雲南省（1市2県）に分割している。
現在の行政区分では、大まかに以下の地域がカム地方に含まれる。
- チベット自治区
  - チャムド市
- 青海省
  - 玉樹チベット族自治州（ユルシュルまたはジェクンド）
    - 玉樹市（ユルシュル）
    - 嚢謙県（ナンチェン）
- 四川省
  - カンゼ・チベット族自治州
  - 涼山イ族自治州
    - ムリ・チベット族自治県（ミリ）
- 雲南省
  - デチェン・チベット族自治州

## 地理
カムは四川盆地より西にあり、地形は起伏が激しい事が特徴。この地にある褶曲山脈は横断山脈と総称される。大雪山脈や邛崍山脈など、海抜 5,000 メートルから 7,000 メートルに達するゴツゴツした山脈が北西から南東へと平行に走り、その間に人々の住む谷間がある。メコン川、揚子江、雅礱江とサルウィン川を含む多数の大河の上流が、カムの中を流れる。